# Графтио, Генрих Осипович
Ге́нрих О́сипович Гра́фтио 14 [26] декабря 1869, Динабург — 30 апреля 1949, Ленинград) — русский инженер-энергетик, специалист по электрификации железных дорог, строитель первых гидроэлектростанций в СССР, академик АН СССР (1932).

## Биография
Родился в Динабурге, в семье железнодорожника, потомка дворянского рода из Нидерландов Осипа Ивановича Графтио. В источниках имеются две даты рождения: 14 (26) декабря 1869 года и 4 января 1870 года.
После смерти отца семья жила в Одессе («на Тираспольской улице, в доме Трандафилова»), где в 1888 году он окончил Ришельевскую гимназию[уточнить], а в 1892 году — физико-математический факультет Новороссийского университета. Затем он уехал в Санкт-Петербург, где в 1896 году он окончил Институт инженеров путей сообщения. До 1900 года был за границей — изучал гидроэлектрические станции и электрические железные дороги в Европе и США.
В 1900—1917 годах проектировал и строил железные дороги, составил проекты электрификации железной дороги Крыма и Закавказья, электрификации Варшавского железнодорожного узла (1899), ГЭС «Белый Уголь» на реке Подкумок (1903), ГЭС на реке Вуоксе (около 1905), на реке Малая Иматра (1905), на реке Волхов (1911), а также, по предложению городских властей Петербурга, спроектировал и организовал движение электрического трамвая в Петербурге, открытое 29 сентября 1907 года маршрутом протяжённостью чуть более двух километров (от Адмиралтейской площади по Конногвардейскому бульвару, затем через Николаевский мост на Васильевский остров и дальше по 8-й линии до Большого проспекта) и продолженное позже ещё двумя созданными Графтио трамвайными линиями. Под его руководством была построена центральная электростанция с тремя паровыми турбинами, пять электроподстанций, три вагонных парка, проложено более 100 километров линий электрических контактных проводов и оборудовано более 100 моторных трамвайных вагонов.
С 1907 года преподавал в Петербургском электротехническом институте, с 1921 года — профессор этого института.
В 1912 году вместе с инженером Е. Палицыным по заказу Российского Государственного Управления внутренних водных путей разработал проект гидроэлектростанции на Петропавловских порогах р. Волхов для снабжения энергией столичного железнодорожного узла. Но вмешательством «Общества электрического освещения 1886 года», снабжающим Петербург электроэнергией от своей тепловой станции, и опасавшихся негативных последствий возведения плотины землевладельцев, воплощение проекта было отложено на неопределённый срок. Убытки для государства составили свыше 1 миллиона золотых рублей.
В 1917 году разработал проект сооружения наземного «железнодорожного метрополитэна» от Балтийского вокзала до железнодорожной станции Удельная в Петрограде.
После смены власти, весной 1918 года возглавил Электрожелдор — управление в составе Наркомпути, разрабатывавшее план электрификации железнодорожных магистралей страны.
Через два года стал одним из вдохновителей Комиссии государственной электрификации России, созданной лично В. И. Лениным, и автором разделов плана ГОЭЛРО «Электрификация и транспорт» и «Электрификация Кавказского района».
В январе 1918 года по поручению Ленина составил смету «Волховстроя». 14 июля 1918 года был вызван в Москву, в Совнарком, где под председательством В. И. Ленина рассматривался вопрос о Волховстрое. В 1919 году построил на Волхове бараки для рабочих, склады и другие сооружения. По личному указанию В. И. Ленина в 1921 году возглавил строительство Волховской ГЭС, где ещё с 1918 года работал помощником главного инженера, и приостановленного в связи с Гражданской войной, и строительство Свирской ГЭС — «Свирьстрой».
Арестован 11 марта 1921 года Петроградской ЧК по делу «Свирьстроя», вместе со всем руководством Волховстроя. Освобождён как «крупный специалист» постановлением о «непричастности к делу» после личного вмешательства Ленина и Кржижановского.
В 1924—1925 годах — директор Ленинградского электротехнического института.
В 1927—1935 годах руководил строительством Нижнесвирской ГЭС, где впервые в практике мирового гидростроительства реализовал опыт возведения плотины с большим напором на слабых грунтах, положив в основу строительства принцип распластанного основания.
Работу по сооружению гидроэлектростанций сочетал с научными исследованиями. Под его редакцией публиковались бюллетени, а также «Материалы по исследованию р. Волхова и его бассейна» (1924—1929).
В 1938—1945 годах являлся главным инспектором по строительству гидроэлектростанций Наркомата тяжёлой промышленности СССР, затем Наркомата электростанций и электропромышленности СССР и Наркомата электростанций СССР. Во время Великой Отечественной войны 1941—1945 годов занимался эвакуацией в Среднюю Азию и вводом в строй энергетического оборудования. Вернувшись в Ленинград, активно участвовал в процессе восстановления энергетического потенциала города.
Умер 30 апреля 1949 года в Ленинграде. Похоронен на Большеохтинском кладбище. Надгробный памятник украшен изображениями и датами основных строек его жизни.

## Адреса в Санкт-Петербурге — Петрограде — Ленинграде
- 1892—1896 — Московский, 9
- 1908—1911 — Каменноостровский проспект, 24;[8]
- 1911—1914 — Съезжинская улица, 11;
- 1914—1941, 1944—1949 — Александровский проспект, 15, кв. 3.

## Награды
- Награждён орденом Ленина и орденом Трудового Красного Знамени.
- В 1932 году, минуя все промежуточные ступени, становится действительным членом Академии наук.

## Память
- Именем Графтио названа улица в городе Серебрянск, Восточно-Казахстанской области, Казахстан.
- Имя Графтио присвоено Нижнесвирской ГЭС.
- Именем Графтио названа улица Академика Графтио[латыш.] в Даугавпилсе.
- Именем Графтио в 1949 году названа улица в Ленинграде (бывшая Пермская).
- Именем Графтио названа также улица в селе Павловка, Нуримановского района, Башкортостан.
- Именем Графтио названа также улица в Перми.
- Именем Графтио названа улица в городе Заволжье Нижегородской области.
- Именем Графтио названа улица в посёлке Молодёжном, Карагандинская область, Казахстан.
- Именем Графтио названа улица в городе Капчагай(сейчас Конаев), Алматинской области, Казахстан
- Именем Графтио названа улица в городе Волхов, Ленинградская область.
- На здании Ленинградского электротехнического института имени В. И. Ульянова (Ленина) — Аптекарский проспект, дом № 3 в 1960 году была установлена мемориальная доска (архитектор М. Ф. Егоров)[9].
- На доме по адресу проспект Добролюбова, д. 15 в 1967 году была установлена мемориальная доска (скульптор Н. С. Баганов, архитектор  Т. Н. Милорадович).
- На здании Ленинградского института инженеров железнодорожного транспорта имени академика В. Н. Образцова (Московский проспект, д. № 9 в 1976 году была установлена мемориальная доска (скульптор В. П. Петин, архитектор В. С. Васильковский).
- В городе Волхов к 30-летию пуска Волховской ГЭС был установлен бронзовый бюст академика Г.О. Графтио работы ленинградского скульптора Е.В.Тонковой и архитектора Н.А. Медведевой, отлитый на заводе «Монументскульптура» [10].
- В посёлке городского типа Свирьстрой установлен памятник учёному.
- В доме Графтио, построенном по его проекту (г. Волхов, Октябрьская наб., д. 27), где в настоящее время находится Музей истории города Волхова, установлена мемориальная доска и действует постоянная экспозиция, посвященная Генриху Графтио[11].
- В 1979 году режиссёром Геннадием Казанским был снят биографический фильм «Инженер Графтио», в котором роль Графтио сыграл Анатолий Папанов.
- Именем Графтио названа улица в г. Капшагай, Алматинская область, Казахстан.
- Портрет Г. О. Графтио установлен в галерее учёных и инженеров, внёсших вклад в развитие трамвайного движения в Санкт-Петербурге (музей в здании б. Княжевской подстанции в Санкт-Петербурге)[12].